# Verfassung der Deutschen Demokratischen Republik
In ihrer über 40-jährigen Geschichte gab es drei Verfassungen der Deutschen Demokratischen Republik, die einerseits in ihrem grundsätzlichen Bekenntnis zu Bürgerrechten und demokratischer Ordnung nie die Verfassungswirklichkeit widerspiegelten, andererseits jedoch durch willkürliche Auslegung zu deren Legitimation dienten und somit trotz mancher Widersprüchlichkeit stets die konstitutionellen Grundfesten des Staates bildeten. Zugleich dokumentieren die Verfassungen von 1949, 1968 und 1974, die Verwaltungsreform von 1952 und die Wende ab 1989 den politischen Wandel der DDR zwischen Ansätzen von Liberalität und neuerlicher Restriktion, innerdeutscher Annäherung und Separatismus.

## Zweiter Weltkrieg und Nachkriegsdeutschland
Erste Erörterungen in der Verfassungsfrage fanden bereits vor Kriegsende unter der politischen Elite deutscher Emigranten statt, wobei sich die bürgerlichen und sozialdemokratischen Kräfte eher für eine modifizierte Variante der Weimarer Reichsverfassung aussprachen, während Kommunisten dieses Modell ganzheitlich verwarfen, jedoch die Verfassungsdiskussion ohnehin hinter der Schaffung politischer Tatsachen zurückstellten.
Nach dem Einmarsch der Roten Armee und deren administrativer Machterrichtung, mit den darauf folgenden Neu- und Wiedergründungen der Parteien SPD, KPD, CDU und LPD (später LDPD) in der Sowjetischen Besatzungszone (SBZ) auf den am 10. Juni 1945 von der Sowjetischen Militäradministration in Deutschland (SMAD) erlassenen „Befehl Nr. 2“ hin, wurde die Verfassungsfrage im Nachkriegsdeutschland von einer lediglich hypothetisch geführten Kontroverse zur realpolitischen Debatte.

## Die Verfassung von 1949

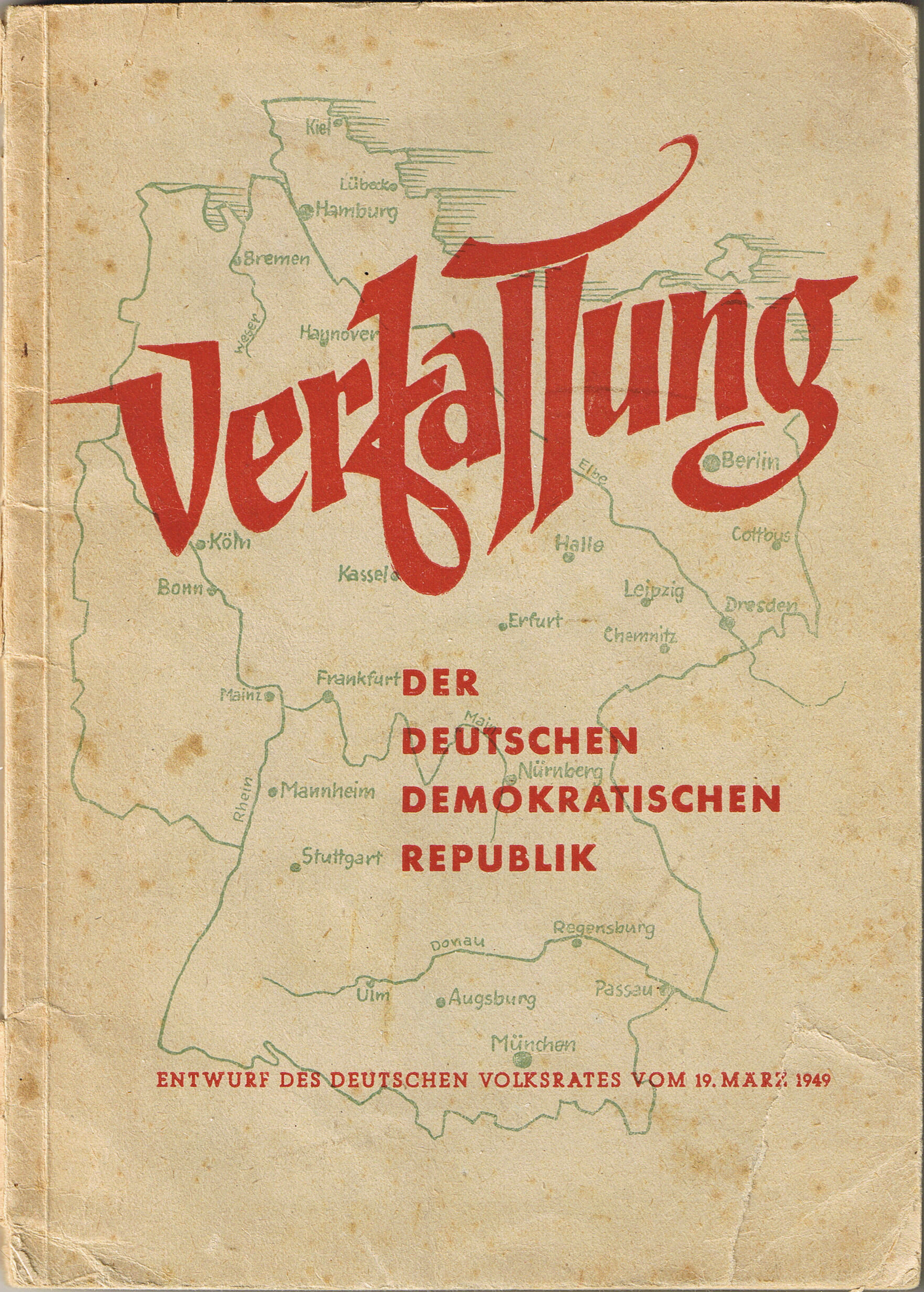
Entwurf vom 19. März 1949

### Entwürfe und Kontroversen
Im Hinblick auf eine gesamtdeutsche Wirkung veranlasste die sowjetische Militäradministration durch Generalleutnant Fjodor Bokow die Führungsgremien der am 21. April 1946 durch Zwangsvereinigung von SPD und KPD gegründeten Sozialistischen Einheitspartei Deutschlands (SED) im Juli desselben Jahres, ihr Konzept zur Übernahme der landesweiten politischen Führungsrolle in einem selbstverwalteten Deutschland zu konkretisieren. Als Reaktion erfolgte bereits zwei Wochen später die Übermittlung einer Erklärung des Parteivorstandes „Für die Bildung einer einheitlichen deutschen Staatsregierung“ und eines 35 Seiten umfassenden Entwurfes der „Verfassung der demokratischen deutschen Republik“ an die Militäradministration. Dieses Dokument, der früheste vollständige Konstitutionsentwurf im Nachkriegsdeutschland, war auf Anweisung der beiden Parteivorsitzenden Wilhelm Pieck – als späteren ersten und einzigen Präsidenten der DDR – und Otto Grotewohl sowie der für Staats- und Rechtsfragen zuständigen Zentralsekretariatsmitglieder Walter Ulbricht und Max Fechner von dem promovierten Juristen Karl Polak erstellt worden. Durch 123 Artikel, gegliedert in neun Abschnitte, sollten staatlicher Aufbau, speziell die föderale Struktur, Grundrechte und -pflichten der Bürger sowie die Gesetzgebung und Rechtsprechung geregelt werden. Als höchstes Verfassungsorgan sah der Entwurf ein sich durch allgemeine, gleiche und geheime Wahlen konstituierendes Parlament vor, dem das aus eigenen Mitgliedern und Vertretern der Landtage bestehende Parlamentspräsidium als eine Form der zweiten Kammer gegenüberstehen sollte. Obgleich sich sowohl in der Gesamtkonzeption wie auch anhand einzelner Artikel die bewusste Anlehnung an die Weimarer Verfassung feststellen lässt, fanden auch maßgeblich sozialistische Verfassungsvorstellungen wie die Hervorhebung der Volkssouveränität durch plebiszitäre Elemente oder das Prinzip der Gewalteneinheit in den Text Eingang, doch standen diese stets unter dem Vorbehalt, auch für das an einer künftigen Staatsgründung zu beteiligende bürgerliche Lager akzeptabel zu sein.
Die sowjetische Militärverwaltung verweigerte über Monate hinweg die Veröffentlichung des Entwurfes. Doch als im November 1946 Josef Stalin persönlich seine Zustimmung gab, wurde nicht etwa das bereits vorliegende Dokument publiziert, sondern zuerst eine parteiinterne „Verfassungskommission“ einberufen. Unter Vorsitz Otto Grotewohls erläuterte Karl Polak diesem aus Ministerpräsidenten und Abteilungsleitern der SED bestehenden Gremium seinen Entwurf. In einer anschließenden Aussprache wurde vornehmlich Kritik an der föderalen Tendenz in der Kompetenzenteilung von Staat und Ländern sowie den weitreichenden Befugnissen des „Parlamentspräsidiums“ geübt. Unter Berücksichtigung dieser Änderungsvorschläge erstellte Polak nun einen zweiten Entwurf, in dem ausdrücklich das Einkammersystem vorgesehen, das Prinzip staatlicher Wirtschaftsplanung hinzugefügt und die Ablehnung der als undemokratisch betrachteten Gewaltenteilung noch deutlicher hervorgehoben wurde. Teilweise schon zuvor enthaltene Grundsätze wie die Unteilbarkeit Deutschlands, die Enteignung des Großgrundbesitzes oder die Schaffung einer Einheitsschule wurden in resolutere Formulierungen gefasst und die Zahl der Artikel auf 109 reduziert, bevor der Entwurf durch Zustimmung des Parteivorstandes und der SMAD der Öffentlichkeit in der SBZ vorgestellt wurde. Weitgehende Zustimmung aus den eigenen Reihen und die überwiegend aufgeschlossene Rezeption im bürgerlichen Lager schienen zu bestätigen, dass zwischen sozialistischen Maximen und notwendigen Zugeständnissen an die übrigen politischen Kräfte ein allseits akzeptabler Ausgleich gelungen war. Ausdrücklichen Anstoß nahm man in den Westzonen jedoch daran, die Bürgerrechte unter Vorbehalt des Gesetzgebers zu stellen; einige Kommentatoren sahen hierin gar den Weg zu einer künftigen Einparteiendiktatur geebnet. In der Ostzone jedoch blieb harsche Sachkritik wegen der Restriktionen der SMAD nur eine marginale Erscheinung.
Dennoch war durch die Beschränkungen der Besatzungsmacht die politische Pluralität in der östlichen Besatzungszone bei weitem noch nicht aufgehoben, und so bemühte sich auch die ostdeutsche CDU als zweitstärkste Partei in der SBZ, durch die Erstellung von vierzehn „Thesen zur Verfassungsorganisation in der sowjetischen Besatzungszone“ im Oktober 1946 auf die Diskussion Einfluss zu nehmen. Indem sich die Christdemokraten zwar für einen Einheitsstaat, jedoch mit föderativer, dezentralisierter Verwaltung, einem Präsidenten der Republik als Staatsoberhaupt und die Institution des Verfassungsgerichtes aussprachen, stand ihre Konzeption in offenem Gegensatz zu den Plänen der SED und nahm in wesentlichen Zügen die elementaren Inhalte des Grundgesetzes für die Bundesrepublik Deutschland vorweg. Doch wurde diese Stellungnahme nie in die Form eines abgeschlossenen Entwurfes überführt, und ihre Wirkung blieb somit gering.
Bedeutenden Einfluss hingegen konnte die Verfassungskommission des Demokratischen Frauenbundes Deutschlands (DFD) nehmen. Ihr und weiteren Protagonistinnen des DFD verdankt sich der Gleichberechtigungsartikel 7 der Verfassung mit seiner klaren und weitgehenden Aussage: „Mann und Frau sind gleichberechtigt. Alle Gesetze und Bestimmungen, die der Gleichberechtigung der Frau entgegenstehen, sind aufgehoben.“ Neuere Forschungen zeigen, dass man auch für die Verfassung der DDR von „Müttern der Gleichberechtigung“ sprechen kann. Denn obwohl Gleichberechtigung der Geschlechter eigentlich Teil des sozialistischen Menschenbildes war, mussten auch die (sozialistischen) Protagonistinnen zahlreiche Widerstände der Parteigenossen überwinden. Ihre Formulierung inspirierte sogar – vermittelt über persönliche Kontakte zwischen Käthe Kern und Herta Gotthelf und schließlich Elisabeth Selbert – die Formulierung von Artikel 3 des Grundgesetzes der Bundesrepublik Deutschland. Dessen zweiter, weitergehender Satz wurde der bundesrepublikanischen Verfassungsnorm sogar erst 1994 beigefügt.
Im Jahr 1947 geriet die Frage einer gesamtdeutschen Konstitution durch die vordringlichen Kontroversen um die Länderverfassungen ins Hintertreffen. Die von bedingt demokratisch gewählten Länderparlamenten gebildeten Verfassungsausschüsse waren mit Ausnahme Sachsen-Anhalts und Brandenburgs von der SED dominiert, sodass es der „Einheitspartei“ gelang, den Landesverfassungen prinzipiell die Prägung sozialistischer Staatsrechtsauffassung zu verleihen, obwohl Konzessionen an CDU und LPD unumgänglich waren. Im Vergleich mit den pluralistischer orientierten Landeskonstitutionen der Westzonen ließen sich deutliche Diskrepanzen feststellen, die bereits Symptome eines aufkommenden innerdeutschen Zwiespalts waren.
Nachdem auf der Moskauer Außenministerkonferenz im April 1947 zwischen den Alliierten keine Einigung über Aufbau und Befugnisse einer deutschen Zentralverwaltung erzielt wurde, da die sowjetische Seite auf einer Einbeziehung von Massenorganisationen und Gewerkschaften bestand, scheiterte dann auch der Versuch, mittels einer ständigen Konferenz aller Ministerpräsidenten eine gesamtdeutsche Repräsentation zu schaffen, an ebenderselben Forderung seitens der SED.

### Vom Volkskongress für Einheit und gerechten Frieden 1947 zum Zweiten Volkskongress 1948
Unter diesen Voraussetzungen galt die Londoner Konferenz zwischen November und Dezember 1947 aus deutscher Sicht als besonders entscheidend für die weitere Entwicklung der Besatzungszonen. Zur Vertretung deutscher Interessen, womit sich im Verständnis der SED zugleich die Unterstützung der sowjetischen Position verband, initiierte die SED unter Protest der CDU und zögerlicher Zustimmung der LPD einen sogenannten „Volkskongress für Einheit und gerechten Frieden“. Diesem demokratisch nicht legitimierten Konvent aus überwiegend ostdeutschen Vertretern von Parteien, Massenorganisationen und Großbetrieben, in dem sich die SED durch einen undurchsichtigen Modus der Delegierung die absolute Mehrheit zu sichern verstand, oblag die Wahl einer Gesandtschaft, die mit dem Anspruch zur Repräsentation Gesamtdeutschlands an der Londoner Konferenz teilnehmen sollte. Zwar hatte die Aktion ihren primären Zweck verfehlt, da der Delegation die Einreise nach Großbritannien verwehrt wurde, doch nahmen SMAD und SED die Gelegenheit wahr, den Kongress als ein Instrument ihrer öffentlichen Agitation fortbestehen zu lassen. Zum einen diente er dem durchaus seriösen Bestreben zur Herstellung der deutschen Einheit, andererseits zog man in der SED aber auch die Möglichkeit in Betracht, den Kongress als Organ zur Vorbereitung einer möglichen Separatstaatsbildung zu nutzen.
Nachdem im Februar 1948 auf der Londoner Sechsmächtekonferenz unter Beteiligung der drei westlichen Siegermächte sowie Belgiens, der Niederlande und Luxemburgs der Entschluss zur Gründung der Bundesrepublik Deutschland, deren Geltungsbereich sich aufgrund erheblicher Meinungsunterschiede unter den Besatzungsmächten zunächst laut Grundgesetz provisorisch nur auf die Länder im Gebiet Westdeutschlands erstrecken sollte, gefasst worden war, konstituierte sich als Reaktion am 17. März in Ost-Berlin der Zweite Deutsche Volkskongress. Wie schon zuvor war auch diesmal die Zusammensetzung der annähernd 2000 Delegierten vorab durch das Politbüro der SED zu eigenen Gunsten bestimmt worden und konnte daher dem repräsentativen Anspruch nicht gerecht werden. Neben der Abfassung einiger Resolutionen, die vergeblich zur Bildung einer gesamtdeutschen Zentralverwaltung und der Auflösung des Wirtschaftsrates der Bizone aufforderten, bestand die Aufgabe des Volkskongresses darin, aus den eigenen Reihen einen 400 Mitglieder umfassenden „Volksrat“ zu wählen, der als beratendes und beschließendes Gremium zwischen den Zusammenkünften des Volkskongresses tätig sein sollte. Nach bewährtem Prinzip vereinnahmte die SED durch Beteiligung der ihr untergebenen Massenorganisationen und Festlegung der Quoten auch hier die Mehrheit der Sitze.
Um durch konkrete Vorschläge und Forderungen für die „Einheit Deutschlands und einen gerechten Friedensvertrag“ zu streiten, wurden bereits auf der ersten Sitzung des Rates sechs Arbeitsausschüsse von je 30 Mitgliedern für die Ressorts Wirtschaft, Kultur, Justiz, Sozialpolitik, Friedensvertrag und Verfassung gebildet. Trotz nachdrücklichen Protests der Vertreter der LPD und auch der CDU, welche sich nach der durch die SMAD erzwungenen Absetzung ihrer kritischen Vorsitzenden nun doch an der Volkskongressbewegung beteiligte, setzte die SED in der Geschäftsordnung der Ausschüsse sowohl die Beschlussfassung mittels einfacher Mehrheit als auch die unverhältnismäßig geringe Präsenz bürgerlicher Politiker durch, getreu der schon 1945 von Walter Ulbricht ausgegebenen Doktrin: „Es muss demokratisch aussehen, doch wir müssen alles in der Hand haben.“
In den Verfassungsausschuss entsandte die Einheitspartei vier unmittelbare Vertreter, unter ihnen der dem Ausschuss vorstehende Parteivorsitzende Otto Grotewohl und Karl Polak, hinzu kamen weitere acht SED-Mitglieder als Vertreter der Massenorganisationen, die CDU erhielt drei Sitze und die LPD wurde durch sechs Mitglieder repräsentiert. Neun Delegierte aus Westdeutschland, mehrheitlich Vertreter der KPD, wurden durch die erschwerten Reisebedingungen zwischen den Zonen gezwungen, den Sitzungen fernzubleiben.
Vom 15. April 1948 an begannen die Mitglieder des Verfassungsausschusses auf den im Abstand von zwei Wochen stattfindenden Zusammenkünften die gemeinsame Arbeit mit einleitenden Grundsatzreferaten zu rechtsphilosophischen und historischen Aspekten einer deutschen Verfassung. Erst Anfang Juli setzten konkrete Diskussionen über Verfassungsinhalte ein, die recht bald Einigkeit über ein Zweikammersystem, allgemeine, gleiche und geheime Verhältniswahl und die ausschließlich repräsentative Funktion eines Staatspräsidenten erbrachten. Kontrovers blieben weiterhin die Gewaltenteilung sowie die Kompetenzen des Parlaments und dessen Verhältnis zur Regierung. Dennoch konnte man sich in einem Kommuniqué auf einheitliche Richtlinien der Verfassung festlegen, die bereits nach dem letztlich angewandten Prinzip der Dreiteilung in „A. Grundlagen der Staatsgewalt“, „B. Inhalt und Grenzen der Staatsgewalt“ und „C. Aufbau der Staatsgewalt“ untergliedert waren. Im ersten Abschnitt wurden die „Einheit der Nation“ und die „Volkssouveränität“ als Grundfesten des Staates näher umschrieben. Abschnitt B enthielt Bestimmungen über eine verhältnismäßig liberale Wirtschaftsordnung, das Bildungswesen und die Bürgerrechte. Der letzte Bereich umfasste die Institutionen des Staates, deren Funktionen und Befugnisse. Demnach stellte ein Präsident das Staatsoberhaupt dar, doch als oberster Träger der Staatsgewalt wurde das Nationalparlament benannt. Zur Parlamentswahl sollten neben Parteien auch Massenorganisationen zugelassen werden. Das sogenannte „Blockprinzip“ sollte die Regierungsbildung in Form eines Ministerrates unter Beteiligung aller Fraktionen ermöglichen. Zwar stellte man dem Parlament, der Volkskammer, eine Länderkammer gegenüber, doch wurde diese nur mit geringen Kompetenzen versehen. Durch die Abschaffung des Berufsbeamtentums sollten sämtliche Verwaltungsebenen neu organisiert werden, womit insbesondere die von sozialistischer Seite geforderte Absetzbarkeit der Richter einherging.

### Behandlung im Deutschen Volksrat und öffentliche Propagierung
Auf seiner vierten Sitzung im August 1948 verabschiedete der Deutsche Volksrat beanstandungslos diese ihm vom Ausschuss vorgelegten Richtlinien und beschloss, einen acht Mitglieder umfassenden Unterausschuss mit dem Auftrag zur Formulierung eines vollständigen Verfassungsentwurfes zu bilden. Da Karl Polak bereits in den vorangegangenen Verhandlungen als Sachverständiger der SED eine federführende Position innehatte, kamen ihm auch im Unterausschuss die entscheidenden Kompetenzen zu, sodass sich der Wortlaut des ersten in Artikel gefassten Entwurfes vom September 1948 überwiegend auf seine Initiative zurückführen lässt. Nach abgeschlossener Arbeit des Unterausschusses wurde das fertige Dokument dem Verfassungsausschuss mit einer eingehenden Erläuterung der einzelnen Paragraphen zur Diskussion vorgelegt. Es bedurfte zweier Sitzungen in der Zeit von September bis Oktober und einiger rhetorischer Drohgebärde Grotewohls, um die bürgerlichen Vertreter zum Einverständnis bei der vorgesehenen entschädigungslosen Enteignung des Großgrundbesitzes und dem Verbot von Privatschulen zu bewegen. Kurz nachdem somit im Ausschuss eine Einigung erzielt worden war, gab auf seiner fünften Zusammenkunft Ende Oktober der Deutsche Volksrat dem Entwurf die Zustimmung, wenige Tage später billigte dann auch die sowjetische Seite das Verhandlungsergebnis, obwohl man es bevorzugt hätte, den Satz „Kein Bürger darf an kriegerischen Handlungen teilnehmen, die der Unterdrückung eines Volkes dienen“ ausgestrichen zu wissen.
Nun galt es durch die Initiierung einer allgemeinen „freien Diskussion“ des Entwurfes in der Bevölkerung das eigene Verfassungsmodell zu propagieren und zugleich die Arbeit des westdeutschen Parlamentarischen Rates als unterwürfige, volksverräterische Machenschaft zur Bildung eines fremdbestimmten Vasallenstaates zu stigmatisieren. Durch Rundfunk, Flugblätter und Veranstaltungen wurde die Verfassungsdebatte an die Öffentlichkeit der SBZ getragen und auch sämtliche Ministerpräsidenten, Minister, Staatssekretäre und sonstige höhere Mitarbeiter der westdeutschen Landesregierungen erhielten den Verfassungsentwurf des Volksrates zugesandt.
Die Initiative erbrachte circa 15.000 Einsendungen mit Änderungsvorschlägen von Gemeinde- und Belegschaftsversammlungen, Schulen und Universitäten der sowjetischen Zone, die sich in ihrer Summe auf etwa 30 Kritikpunkte zusammenfassen ließen. Doch Mitte Februar 1949 ließ die SED-Führung die Aktion abbrechen und nach dreieinhalb Monate währender Pause den Verfassungsausschuss wieder einberufen, da sich bei der Arbeit des Parlamentarischen Rates eine baldige Beschlussfassung anzukündigen schien, der man seitens der Volkskongressbewegung mit einem ebenfalls vollendeten Verfassungsentwurf entgegenzutreten bemüht war. Die dringliche Aufgabe war es nun, sämtliche Änderungsvorschläge auszuwerten und unter Berücksichtigung der Ergebnisse den bisherigen Entwurf zu überarbeiten. Die Sichtung der Zusendungen wurde wiederum an einen Unterausschuss verwiesen, dessen Arbeit mit dem Zusammentragen von über hundert einzelnen Korrekturanregungen Anfang März abgeschlossen war. Auf der anschließenden letzten Sitzung des Verfassungsausschusses wurden an 52 Artikeln Änderungen vorgenommen, die jedoch überwiegend dem Sprachstil und der juristischen Präzision geschuldet waren und sich nur in den seltensten Fällen auf Inhalte bezogen. Einige dieser wenigen Änderungen betrafen beispielsweise eine Abmilderung des später dennoch berüchtigt gewordenen Artikels 6 zur „Boykotthetze“ oder die Beschränkung der Absetzbarkeit der Richter.
Somit war ein Verfassungstext entstanden, der zwar in seiner bewussten Anlehnung an die Weimarer Tradition grundsätzlich ein Bekenntnis zu einem freiheitlichen Rechtsstaat nach bürgerlichem Verständnis war, doch hatte auch, besonders im Bereich der Rechtsprechung und des Staatsaufbaus, der SED-Entwurf von 1946 entscheidenden Einfluss genommen.
Im März 1949 bestätigte der Deutsche Volksrat auf seiner sechsten Sitzung einhellig den nun im Wortlaut endgültigen Verfassungsentwurf und beschloss durch eine Resolution, mit dem Parlamentarischen Rat Verbindung aufzunehmen, um die beiden Verfassungsbestrebungen zu einer einheitlichen Initiative zusammenzuführen. Doch herrschte in Bonn, von zwei Vertretern der KPD abgesehen, unter den Abgeordneten sämtlicher Parteien Einigkeit in der Einschätzung der Volkskongressbewegung als demokratisch illegitimes Instrument sowjetischer Machtpolitik, sodass die von ostdeutscher Seite vorgeschlagene Zusammenkunft des Rates mit einer sechzig Mitglieder umfassenden Volksratsdelegation nicht zustande kam. Damit erschien eine deutsche Einigung auf der notwendigen Grundlage eines gemeinsamen Verfassungsgebungsprozesses höchst unwahrscheinlich geworden zu sein, und folglich änderte die SED ihre weitere Taktik, indem sie nun, jedoch ohne die Hoffnung auf das gesamtdeutsche Konzept vollständig aufzugeben, als verbleibende Option das Ziel einer Teilstaatsgründung verfolgte.

### Abschluss im Dritten Deutschen Volkskongress und im Zweiten Deutschen Volksrat 1949
Da somit auch die Inkraftsetzung des verfertigten Verfassungsentwurfes bevorstand, erachtete es die Parteiführung im Einvernehmen mit der SMAD für notwendig, zu diesem Zweck einen „Dritten Deutschen Volkskongress“ einzuberufen. Obwohl die Zusammensetzung der beiden vorigen Kongresse auch durch eine Quotenregelung bestimmt wurde, kam nun erstmals das spezielle Verfahren der Einheitslistenwahl offiziell zur Anwendung, bei dem schon vor dem Wahlgang das Verhältnis der politischen Kräfte bestimmt wird und die Bürger lediglich ihre Zustimmung oder Ablehnung der ihnen vorgelegten Verhältnisliste bekunden können. Unter dem Vorbehalt von CDU und LPD, lediglich einer Interimslösung ihre Zustimmung zu erteilen, fanden am 15. und 16. Mai die Wahlen zum Dritten Deutschen Volkskongress statt. Als dieser Ende Mai 1949 zusammentrat, wurde zwar einhellig der Verfassungsentwurf angenommen, doch war das weitere Vorgehen nach den ergebnislosen Verhandlungen auf der Außenministerkonferenz der Alliierten in Paris auch der Parteiführung noch ungewiss. Zwar galt der Volkskongress immer noch als eine gesamtdeutsche Initiative, doch schien sich der SED in Anbetracht der Verabschiedung des Grundgesetzes und des beginnenden Wahlkampfes für den ersten Deutschen Bundestag die Gründung eines ostdeutschen Teilstaats nun endgültig als einzig verbleibende Alternative zur Sicherung ihrer Machtposition herauszustellen. Nachdem die Parteiführung Josef Stalin in einem Brief konkrete Vorschläge über das Vorgehen zu einer ostdeutschen Staatsgründung unterbreitet hatte, erteilte die sowjetische Seite ihre Erlaubnis.

### Konstituierung der Deutschen Demokratischen Republik

Schaubild für die Verfassung von 1949

Am 7. Oktober 1949 trat der bereits zuvor durch den Dritten Deutschen Volkskongress gewählte Zweite Deutsche Volksrat zusammen, konstituierte sich als Provisorische Volkskammer und erklärte als Akt der Staatsgründung die Verfassung der Deutschen Demokratischen Republik zu geltendem Recht. Diese Verfassung wies „Strukturelemente und -prinzipien eines parlamentarisch-demokratischen Systems mit föderalistischen und rechtsstaatlichen Zügen“ auf.

### Auflösung der Länder 1952
Nur wenige Jahre nach Inkrafttreten der ersten Verfassung, im Juli 1952, schaffte das Gesetz über die weitere Demokratisierung in den Ländern, Kreisen und Gemeinden die bisherigen fünf Länder faktisch mit der Auflösung der Landesorgane planmäßig ab und ersetzte sie durch 14 Bezirke. Mit dem einhergehenden Funktionsverlust der Länderkammer, die als Vertretung der Länder bis 1958 fortbestand, etablierte sich das sozialistische Ein-Kammer-Modell, welches als Zugeständnis an CDU und LPD in der zuvor gültigen Verfassung nicht enthalten war. Während dieses auf nur einer gesetzgebenden Körperschaft bauende staatliche Ordnungsprinzip in der politischen Theorie zur direkten Ausübung der Volkssouveränität in einem „zentralistischen Einheits- und Einparteienstaat nach sowjetischem Vorbild“ dienen sollte, festigte es real durch die Zentralisation der Staatsorgane die souveräne Vormachtstellung der SED. Im Selbstverständnis der SED ergab sich daraus jedoch aufgrund der postulierten Identität von Volksinteresse und Parteipolitik kein Widerspruch.
Nach dieser ersten, als „Aufbau des Sozialismus“ propagierten Maßnahme zur Angleichung der Verfassung an die Prinzipien der Staatspartei, entstand 1956 in der zuständigen Abteilung des Zentralsekretariats, abermals unter der Leitung von Karl Polak, eine „Verfassung sozialistischen Typs“. Sie trat jedoch nie in Kraft, da ihr aus Sicht der sowjetischen Führung in Anbetracht der seit dem XX. Parteitag der KPdSU betriebenen Entstalinisierung noch zu sehr der Geist der vergangenen Epoche anhaftete.

## Die „sozialistische“ Verfassung von 1968

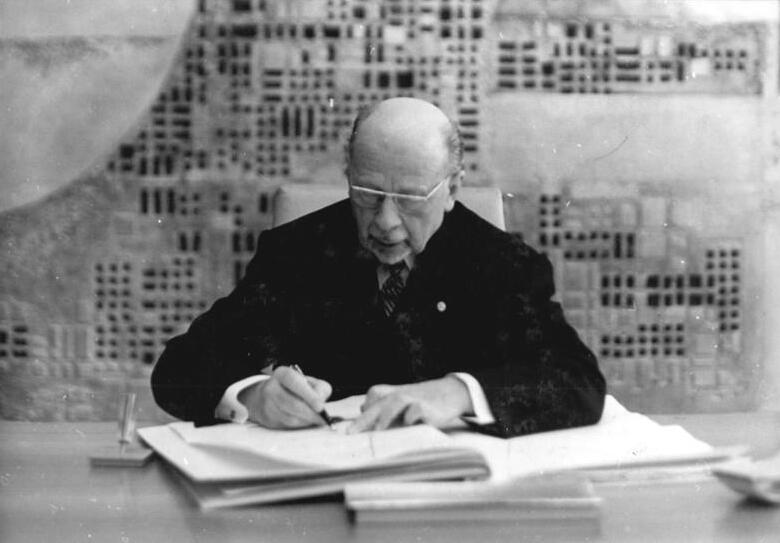
Ulbricht bei der Unterzeichnung der neuen Verfassung im Rahmen eines Staatsaktes am 8. April 1968

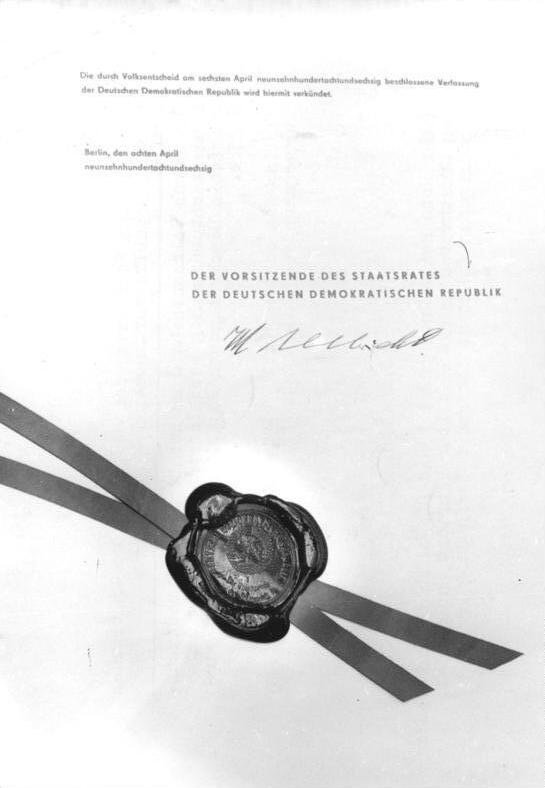
Unterschrift und Siegel Ulbrichts unter der neuen Verfassung

Erst elf Jahre später regte Walter Ulbricht auf dem VII. Parteitag der SED 1967 die Erarbeitung einer von Grund auf neuen Verfassung an, die der gegenüber 1949 veränderten Realität Rechnung tragen sollte. Dieser Anspruch forderte vornehmlich, die Diskrepanzen zwischen der diktatorischen politischen Wirklichkeit und den freiheitlich-demokratischen Zügen der bestehenden Verfassung zu beseitigen, indem man die restriktive SED-Herrschaft zu konstitutionalisieren trachtete und somit nicht etwa im rechtsstaatlichen Sinn die politischen Verhältnisse als Ausdruck der Verfassungsgrundsätze verstehen wollte, sondern diesen Zusammenhang in sein Gegenteil verkehrte.
Innerhalb des Zentralkomitees fertigten nach Anweisungen Ulbrichts Sachverständige für Staats- und Rechtsfragen einen von der bisherigen Verfassung unabhängigen Entwurf aus, der später als das Arbeitsergebnis eines gebildeten Verfassungsausschusses der Volkskammer deklariert wurde. Im Gegensatz zu den Verhandlungen von 1948/49 stellten nun die übrigen Blockparteien für die SED kein Hindernis mehr dar, die eigenen verfassungsrechtlichen Intentionen uneingeschränkt umzusetzen. Diese aus 108 Artikeln bestehende Verfassung erhielt die ausdrückliche Bezeichnung „sozialistisch“, in der auf die Manifestation der Vormachtstellung der SED verwiesen wurde. Bereits die Präambel richtet sich gegen den „westdeutschen Monopolkapitalismus“ und den „Imperialismus unter Führung der USA“. Allein der erste Artikel galt der rechtlichen Absicherung des staatlichen Führungsanspruches der SED, indem von der Verwirklichung des Sozialismus durch die „Führung der Arbeiterklasse und ihrer marxistisch-leninistischen Partei“ die Rede war. Entgegen diesem offenen Eingeständnis der tatsächlichen politischen Verhältnisse bestanden weiterhin Vorschriften wie etwa Artikel 20 zur Gewährleistung der Gewissens- und Glaubensfreiheit oder Artikel 27 zur Pressefreiheit, die Rechtsstaatlichkeit vorgaben, wo sie nicht gewährt war.
Nach der Veröffentlichung des Entwurfes im Februar 1968 erfolgte eine „Volksaussprache“, durch die geringfügige Änderungen wie beispielsweise die Ergänzung des Rechtes zum religiösen Bekenntnis bewirkt wurden. Die Volkskammer billigte daraufhin den überarbeiteten Entwurf, abschließend wurde der Entwurf am 6. April 1968 per Volksentscheid bestätigt. In diesem Zeitraum verwandelte sich die Volksaussprache in eine großangelegte, insbesondere in den staatlichen Medien gezeigte Kampagne für das „Ja zur neuen Verfassung“. Eine relativ große Zahl der Wahlberechtigten nutzte die Gelegenheit, das Nein auf dem Stimmzettel anzukreuzen. Vereinzelt gab es in einigen Städten anonyme Flugblattaktionen gegen den Verfassungsentwurf, so in Weimar. Die Verfassung von 1949 gewährte (jedenfalls auf dem Papier) den Bürgern umfassendere Rechte (Art. 6–18: Rechte des Bürgers) als die Verfassung von 1968 (Art. 19–40: Grundrechte und Grundpflichten der Bürger). Deshalb machten sich Menschenrechtsgruppen und einzelne Bürger daran, beide zu vergleichen. Um das zu stoppen, ließen die Behörden die – etwa in Buchhandlungen – noch verfügbaren Exemplare der Verfassung von 1949 einziehen.
Anstelle der bei Wahlen in der DDR üblichen Ergebnisse im Bereich von 99 % Zustimmung wurden selbst im offiziellen Ergebnis eine Zustimmung von 94,5 % der abgegebenen Stimmen und 5,5 % Nein-Stimmen ausgewiesen. Es handelte sich um den einzigen Volksentscheid der DDR-Geschichte. Schon drei Tage später trat die neue Verfassung offiziell in Kraft.
In ihr wurde unter anderem die Führungsrolle der SED (Art. 1 Abs. 1) festgeschrieben sowie in Artikel 6 Abs. 2 der „sozialistische Internationalismus“ manifestiert:

„(2) Die Deutsche Demokratische Republik pflegt und entwickelt entsprechend den Prinzipien des sozialistischen Internationalismus die allseitige Zusammenarbeit und Freundschaft mit der Union der Sozialistischen Sowjetrepubliken und den anderen sozialistischen Staaten.“

Der Passus zur Zulassung eines Volksentscheides wurde entfernt.
Die Verfassung von 1968 strebte mit Artikel 8 Abs. 2 die „Herstellung und Pflege normaler Beziehungen und die Zusammenarbeit der beiden deutschen Staaten“ an. Der Versuch, eine gesamtdeutsche Verfassung zu etablieren, wurde durch die Festschreibung der Zweistaatlichkeit somit fallen gelassen. Sie postulierte aber im folgenden Satz weiter das Ziel einer „Annäherung der beiden deutschen Staaten bis zu ihrer Vereinigung“.

## Die revidierte Verfassung von 1974

Schaubild für die Verfassung von 1968/74

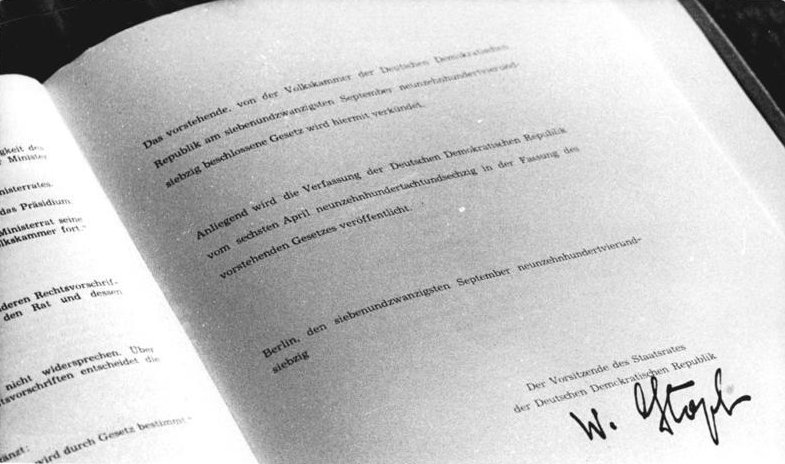
Unterschrift des damaligen Staatsratsvorsitzenden Willi Stoph unter dem Gesetz zur Ergänzung und Änderung der Verfassung der DDR vom 7. Oktober 1974

Zum 25. Jahrestag der DDR am 7. Oktober 1974 sollte die Verfassung, wie es offiziell hieß, „in volle Übereinstimmung mit der Wirklichkeit“ gebracht werden, womit wiederum die Anpassung des Staatsrechts an die politischen Gegebenheiten vollzogen wurde, um diese letztlich zu legalisieren. Die Verfassung von 1968 wurde demnach „präzisiert und vervollkommnet“, d. h., sie wurde verstärkt darauf ausgelegt, den gesellschaftlichen und politischen Status quo zu sichern.
So wurden 1973 in der Volkskammer zahlreiche, für sich genommen aber nur geringfügige Änderungen am bisherigen Verfassungstext beschlossen. Wenngleich auch diese dritte Konstitution in den Grundzügen der vorangegangenen ähnelte, so fanden doch neben einer umformulierten Präambel einige wesentliche Neuerungen Eingang:
- Die Legislaturperiode wurde von vier auf fünf Jahre verlängert,
- die Verbundenheit mit der Sowjetunion fand nun durch einen eigenen Artikel Erwähnung und
- sämtliche tendenziellen Hinweise auf die Einheit Deutschlands bzw. der „deutschen Nation“ wurden getilgt, da man angesichts der weltpolitischen Situation die Aussicht auf eine gesamtdeutsche „Demokratische Republik“ fallen gelassen hatte.

Das Ziel der „Vereinigung beider deutscher Staaten“ wurde aufgegeben. Nachdem im November 1968 die Breschnew-Doktrin die eingeschränkte Souveränität der DDR nochmals bekräftigt hatte, wurde der Artikel 6 Abs. 2 insoweit abgeändert, als er nun „für immer und unwiderruflich“ das „enge und brüderliche Bündnis“ der DDR mit der Sowjetunion festschrieb:

„(2) Die Deutsche Demokratische Republik ist für immer und unwiderruflich mit der Union der Sozialistischen Sowjetrepubliken verbündet. Das enge und brüderliche Bündnis mit ihr garantiert dem Volk der Deutschen Demokratischen Republik das weitere Voranschreiten auf dem Wege des Sozialismus und des Friedens.

Die Deutsche Demokratische Republik ist untrennbarer Bestandteil der sozialistischen Staatengemeinschaft. Sie trägt getreu den Prinzipien des sozialistischen Internationalismus zu ihrer Stärkung bei, pflegt und entwickelt die Freundschaft, die allseitige Zusammenarbeit und den gegenseitigen Beistand mit allen Staaten der sozialistischen Gemeinschaft.“

Die Verfassung besteht aus einer Präambel und 106 Artikeln, die sich folgendermaßen auf fünf Abschnitte bzw. zehn Kapitel aufteilen:
- Präambel
- Abschnitt I: Grundlagen der sozialistischen Gesellschafts- und Staatsordnung

Kapitel 1: Politische Grundlagen (Artikel 1–8),
Kapitel 2: Ökonomische Grundlagen, Wissenschaft, Bildung und Kultur (Artikel 9–18)
- Abschnitt II: Bürger und Gemeinschaften in der sozialistischen Gesellschaft

Kapitel 1: Grundrechte und Grundpflichten der Bürger (Artikel 19–40),
Kapitel 2: Betriebe, Städte und Gemeinden in der sozialistischen Gesellschaft (Artikel 41–43),
Kapitel 3: Die Gewerkschaften und ihre Rechte (Artikel 44–45),
Kapitel 4: Die sozialistischen Produktionsgenossenschaften und ihre Rechte (Artikel 46)
- Abschnitt III: Aufbau und System der staatlichen Leitung

Kapitel 1: Die Volkskammer (Artikel 48–65),
Kapitel 2: Der Staatsrat (Artikel 66–75),
Kapitel 3: Der Ministerrat (Artikel 76–80),
Kapitel 4: Die örtlichen Volksvertretungen und ihre Organe (Artikel 81–85)
- Abschnitt IV: Sozialistische Gesetzlichkeit und Rechtspflege (Artikel 86–104)
- Abschnitt V: Schlußbestimmungen (Artikel 105–106)[15]

### Ereignisse des Herbstes 1989 und Verfassungsgrundsätze vom Juni 1990
Im Zuge der Ereignisse des Herbstes 1989 (Wende und friedliche Revolution in der DDR) erfuhr diese Verfassung durch Volkskammerbeschluss über die Entfernung des Paragraphen zur diktatorischen Führungsrolle der SED am 1. Dezember unter dem massiven Druck der Öffentlichkeit ihre bedeutendste Änderung. Und obgleich die am sogenannten Runden Tisch vereinten Vertreter oppositioneller Gruppen und der Regierung 1990 einen am deutschen Grundgesetz orientierten eigenen Entwurf erarbeiteten, galten der organisationsrechtliche und Kompetenzteil der alten Verfassung von 1974 weiter. Während sich aber nach den ersten freien Wahlen vom 18. März 1990 immer stärker abzeichnete, dass die Volkskammer den Beitritt der DDR zur Bundesrepublik Deutschland beschließen würde, erließ sie am 17. Juni 1990, dem Jahrestag des Volksaufstandes von 1953, mit dem Verfassungsgrundsätzegesetz neue Verfassungsgrundsätze, welche bestimmte freiheitliche und demokratische Prinzipien gegenüber dem DDR-Verfassungstext für vorrangig erklärten. Er bestand demgemäß noch bis zur deutschen Wiedervereinigung am 3. Oktober desselben Jahres.

## Die deutsche Nation in den Verfassungen der DDR

### 1949
Artikel 1

„(1) Deutschland ist eine unteilbare demokratische Republik; sie baut sich auf den deutschen Ländern auf.

(2) Die Republik entscheidet alle Angelegenheiten, die für den Bestand und die Entwicklung des deutschen Volkes in seiner Gesamtheit wesentlich sind; alle übrigen Angelegenheiten werden von den Ländern selbständig entschieden. […]

(4) Es gibt nur eine deutsche Staatsangehörigkeit.“

Artikel 2

„(1) Die Farben der Deutschen Demokratischen Republik sind Schwarz-Rot-Gold. Die Hauptstadt der Republik ist Berlin.“

### 1968
Artikel 1

„(1) Die Deutsche Demokratische Republik ist ein sozialistischer Staat deutscher Nation. Sie ist die politische Organisation der Werktätigen in Stadt und Land, die gemeinsam unter Führung der Arbeiterklasse und ihrer marxistisch-leninistischen Partei den Sozialismus verwirklichen. Die Hauptstadt der Deutschen Demokratischen Republik ist Berlin. […]“

### 1974
Artikel 1

„(1) Die Deutsche Demokratische Republik ist ein sozialistischer Staat der Arbeiter und Bauern. Sie ist die politische Organisation der Werktätigen in Stadt und Land unter Führung der Arbeiterklasse und ihrer marxistisch-leninistischen Partei. Die Hauptstadt der Deutschen Demokratischen Republik ist Berlin. […]“

## Besonderheit des Artikels 6
Mit dem Artikel 6 enthielten die Verfassungen der DDR eine Strafvorschrift. Diese konnte unmittelbar angewendet werden, da es sich gemäß Schlussbestimmungen um direkt geltendes Recht handelte. Unter Strafe standen Taten wie „Boykotthetze“ oder „revanchistische Propaganda“. Die Ausgestaltung der Tatbestände ließ sich jedoch nicht mit einem üblichen Strafgesetz vergleichen und als Folge wurde die Bestrafung als Verbrechen angedroht, ohne ein konkretes Strafmaß zu nennen.
In der Fassung von 1949 wird mit der Formulierung „… sind Verbrechen im Sinne des Strafgesetzbuches“ auf dieses verwiesen. Durch die Abgrenzung der „Ausübung demokratischer Rechte“ von der Boykotthetze wird die fehlende Bestimmtheit etwas abgemildert. Im folgenden Absatz wird zusätzlich der Verlust von Bürgerrechten als Nebenfolge bestimmt. Offensichtlich war geplant, weitere hinreichende Strafgesetze zu erlassen und Art. 6 DDR-Verf. lediglich als Vorschrift zu deren Ausgestaltung zu verwenden. Dies geschah jedoch erst 1957.
Die Zusammenfassung mit der im ersten Absatz des Artikels genannten Gleichstellung vor dem Gesetz, deren Schutz die Strafandrohung vorgeblich bewirken soll, vermochte nicht zu überzeugen. Tatsächlich überwogen die benannten Tatbestände insbesondere durch die suggestiven Bezeichnungen derart, dass der zusätzliche gesetzliche Tatbestand „… die sich gegen die Gleichberechtigung richten […]“ bedeutungslos blieb.
Die Verfassung von 1968 streicht die Strafvorschriften des Artikel 6 auf einen einzigen Absatz zusammen, entfernt die Nebenfolgen und den Begriff der Boykotthetze, fügt jedoch die Generalklausel „[…] in jeder Form […]“ hinzu. Als Anknüpfungspunkt dient jetzt die Einbindung der DDR in internationale Friedenssysteme und Völkerfreundschaften, welche in den vorangehenden fünf Absätzen des Artikels näher bestimmt werden. In dieser Fassung hätte der sechste Absatz jedoch auch in zahlreichen anderen Artikeln stehen können. Das Grundrecht der Gleichheit vor dem Gesetz wurde, seines Schutzes durch die Strafvorschrift beraubt, in Artikel 20 verlagert. In der Fassung von 1974 wurde dies beibehalten.
Insgesamt wird die These gestützt, dass die Verfassungen von 1968 und 1974 vornehmlich der Kodifizierung der politischen Wirklichkeit dienten und weniger der Reform.